# Silverio Manco
Silverio Manco (n. Lomas de Zamora, Argentina; 13 de julio de 1888 - f. Claypole, Buenos Aires; 27 de diciembre de 1964) fue un actor, dramaturgo, payador, poeta, periodista y peluquero argentino.

## Carrera
Gran maestro de la escena nacional argentina, a los doce años vendía diarios en la esquina de Corrientes y Uruguay.
Comenzó su profesión primero como payador y luego como lunfardista. A su vez desarrolló también una intensa actividad periodística en pequeños diarios y fue autor de numerosos libros publicados en forma de folletos como Camila O’Gorman,  El Gaucho ciego, Guitarra Roja, El Hijo de Martín Fierro, La Huella Maldita, La Muerte de Nemesio Aldao, La Pulpería de La Paloma, etc.
Como dramaturgo escribió junto a Florencio Sánchez  las obras Desalojo, Ver mis imágenes, El Triunfo del Amor, Navidad y Panete por Demas.
Cuando en 1907 apareció "La Pampa Argentina", la dirigió por algunos meses, conociendo allí a poetas populares y payadores, entre ellos a Felipe Fernández, que llevaba para publicar sus versos gauchescos con el seudónimo, después famoso, de Yacaré.
Abandonó su oficio de peluquero para exclusivamente dedicarse al arte. Hay quienes le adjudican cierta militancia anarquista, pero lo cierto es que sus éxitos de payador se ubican en los primeros años de este siglo con el pseudónimo de "Cacique Viejo". Resultó ganador del concurso organizado por el diario Crítica entre los años '21 y '22.
Su obra lunfardística fue inagotable y entre sus trabajos están Cana, De culata, Mortadela, Echale bufachel al catre, Ayes del corazón, Musa salvaje, etc. En la época brillante de la radiotelefonía escribió muchas obras de radioteatro para el conjunto radioteatral, que en Radio del Pueblo, dirigía Pancho Staffa, con la denominación de Calandrias y Zorzales. También hizo el poema en verso del Martín Fierro y El hijo de Martín Fierro:.
Algunas de sus letras fueron llevadas al tango con música de valiosos compositores tales como Alfredo Gobbi (padre) y Agustín Magaldi. Es el caso de El Taita, con música del primero, que mereció un comentario especial de los autores José Gobello y Eduardo Stillman en su libro Letras de tangos de Villoldo a Borges, y de No quiero que digas con música de Magaldi. Asimismo dedicó letras al dúo Gardel-Razzano, en las que escribe atinados conceptos referidos a quienes pretendían imitar al famoso dúo; también compuso un tango-canción, con el título de Campanelli, homenaje a la hazaña de los aviadores Olivero, Duggan y Campanelli, letra a la que le puso música Margarita S. Gasquet. Escribió el vals criollo sentimental para piano y canto o piano solo titulado La corona del bosque.
En teatro la mayoría de sus obras fueron interpretadas junto a esposa la actriz y poetisa Rosa L. de Manco.